# Erebia ornatus
Erebia ornatus är en fjärilsart som beskrevs av Bang-haas 1927. Erebia ornatus ingår i släktet Erebia och familjen praktfjärilar. Inga underarter finns listade i Catalogue of Life.